# Archäo Welle (Bielefeld)

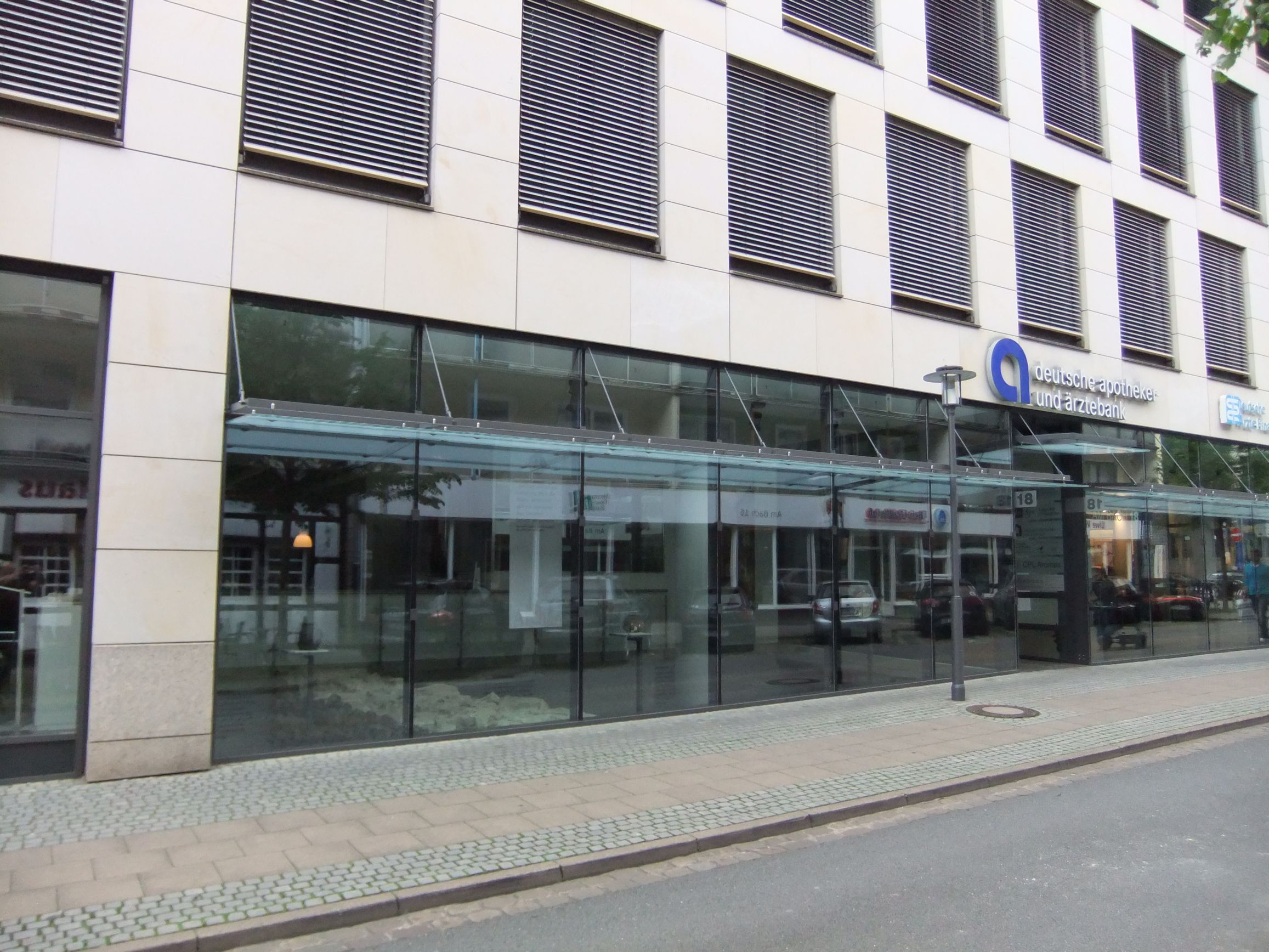
Bürogebäude mit Ausstellungsfenstern zu Archäo Welle.

Archäo Welle ist der Name eines Ausgrabungsprojektes in der Altstadt von Bielefeld. Im Rahmen dieses Projektes wurde die Entwicklung eines innerstädtischen Stadtquartiers an der Welle archäologisch erforscht und anschließend museal aufbereitet.

## Lage
Die Ausstellung befindet sich an den Straßen Am Bach und Welle und damit in der Altstadt Bielefelds im Stadtbezirk Mitte. Nach dem Ende der archäologischen Grabungen wurden etwa 150 m2 als musealer Raum konserviert.

## Arbeitsgemeinschaft Archäo Welle
Das Gelände zwischen den Straßen Am Bach, Welle und Neustädter Straße war bis zum Zweiten Weltkrieg relativ dicht und kleinteilig bebaut. Hauptsächlich befanden sich dort Gebäude, die wie das Haus Müller im 16. Jahrhundert entstanden waren. Nach den Zerstörungen des Zweiten Weltkriegs entstand dort ein Parkplatz, der ab 1999 einem Neubau für Geschäfte und Büros weichen sollte. Im Rahmen dieses Vorhabens wurde das Projekt Archäo Welle gegründet. Es handelte sich um eine Arbeitsgemeinschaft, die von der Stadt Bielefeld, dem damaligen Arbeitsamt, der Gesellschaft für Arbeits- und Berufsförderung mbH, dem Land Nordrhein-Westfalen und der Familie Möllmann aus Bielefeld getragen wurde.  Die Ausgrabung wurde geleitet vom ehemaligen Westfälischen Museum für Archäologie (Amt für Bodendenkmalpflege, Außenstelle Bielefeld). Im Anschluss wurden die Funde durch Wissenschaftler der Universität Tübingen untersucht.

## Heutige Situation
Die Funde konnten durch umfangreiche Sicherungsmaßnahmen während des Aushebens der 16 m tiefen Baugrube und des Neubaus in großen Teilen erhalten werden. Es besteht die Möglichkeit sie durch die Glasfronten an der Welle sowie Am Bach zu besichtigen. Dabei blickt man auf die sich etwa 2,5 m unterhalb des Straßenniveaus befindenden Reste der mittelalterlichen Bebauung. Unter anderem sind Teile der Stadtmauer, ein Brunnen sowie Mauerreste der ehemaligen Häuser zu sehen. Darüber hinaus wurden auf den umliegenden Straßen und Bürgersteigen die Grenzen der alten Bebauung vor der Zerstörung 1944 durch Metallschilder, -linien und eine besondere Asphaltierung kenntlich gemacht.

## Galerie

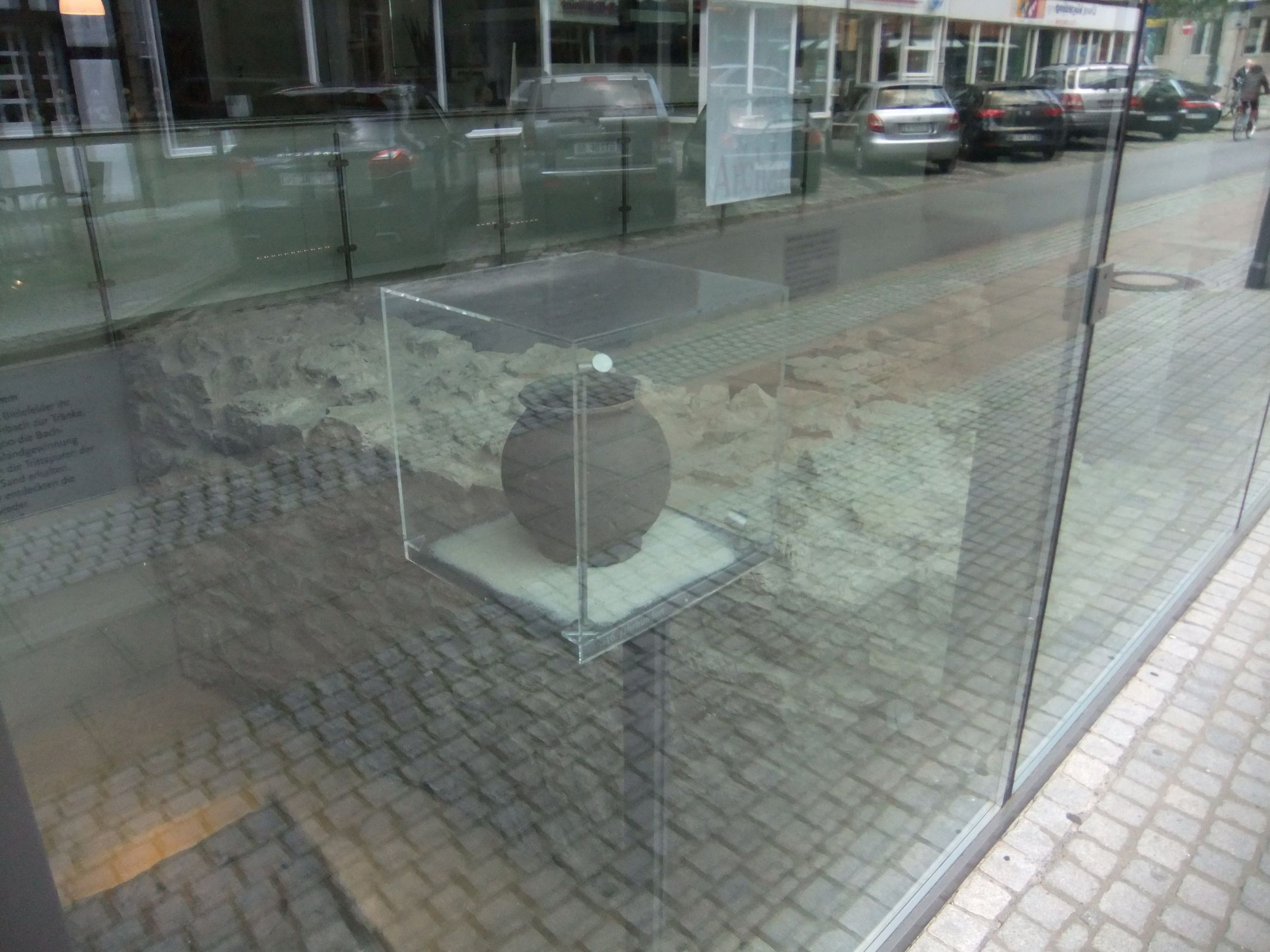
Glasfassade mit Einzelvitrine
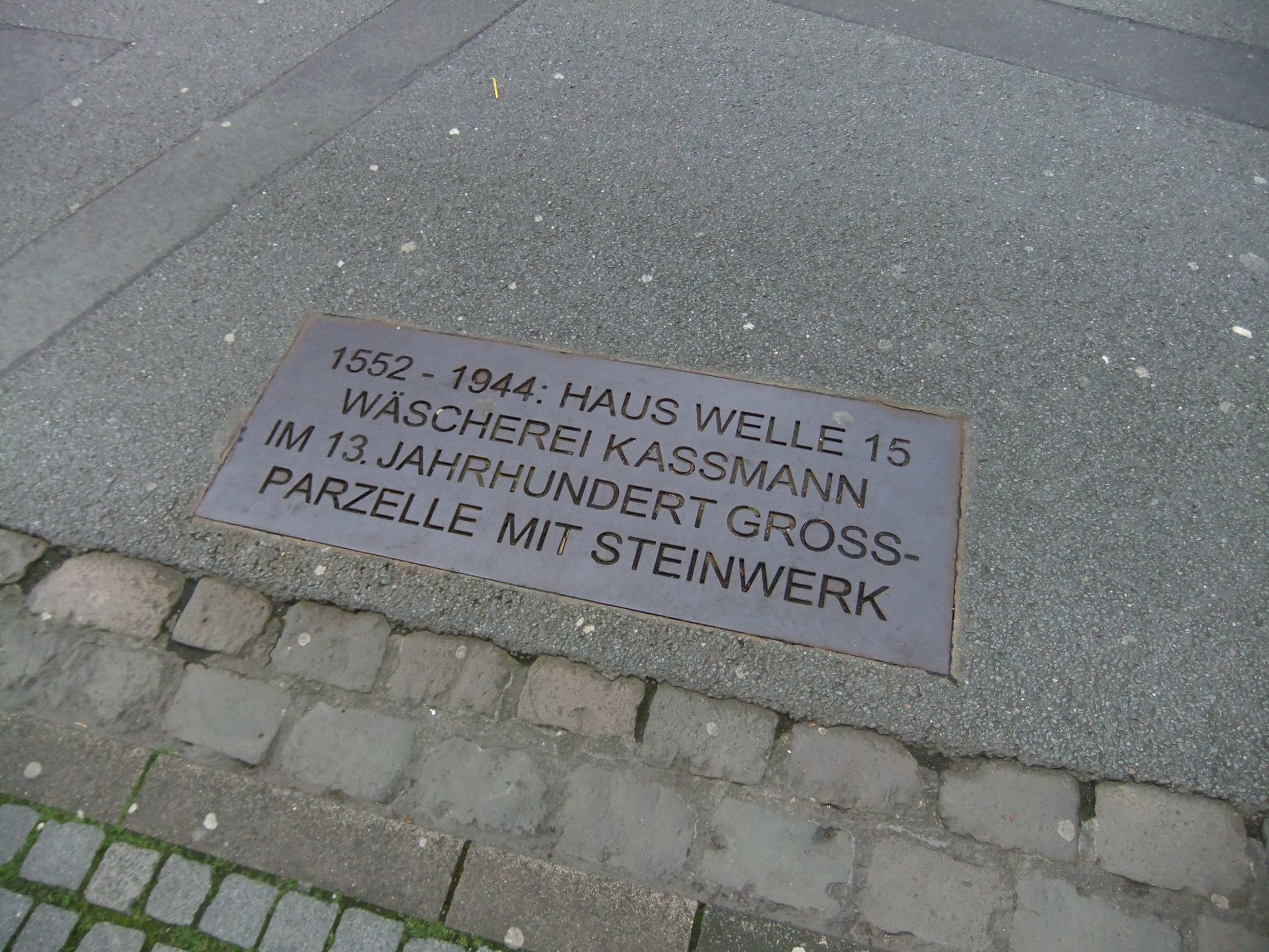
Markierungen im Straßenverlauf
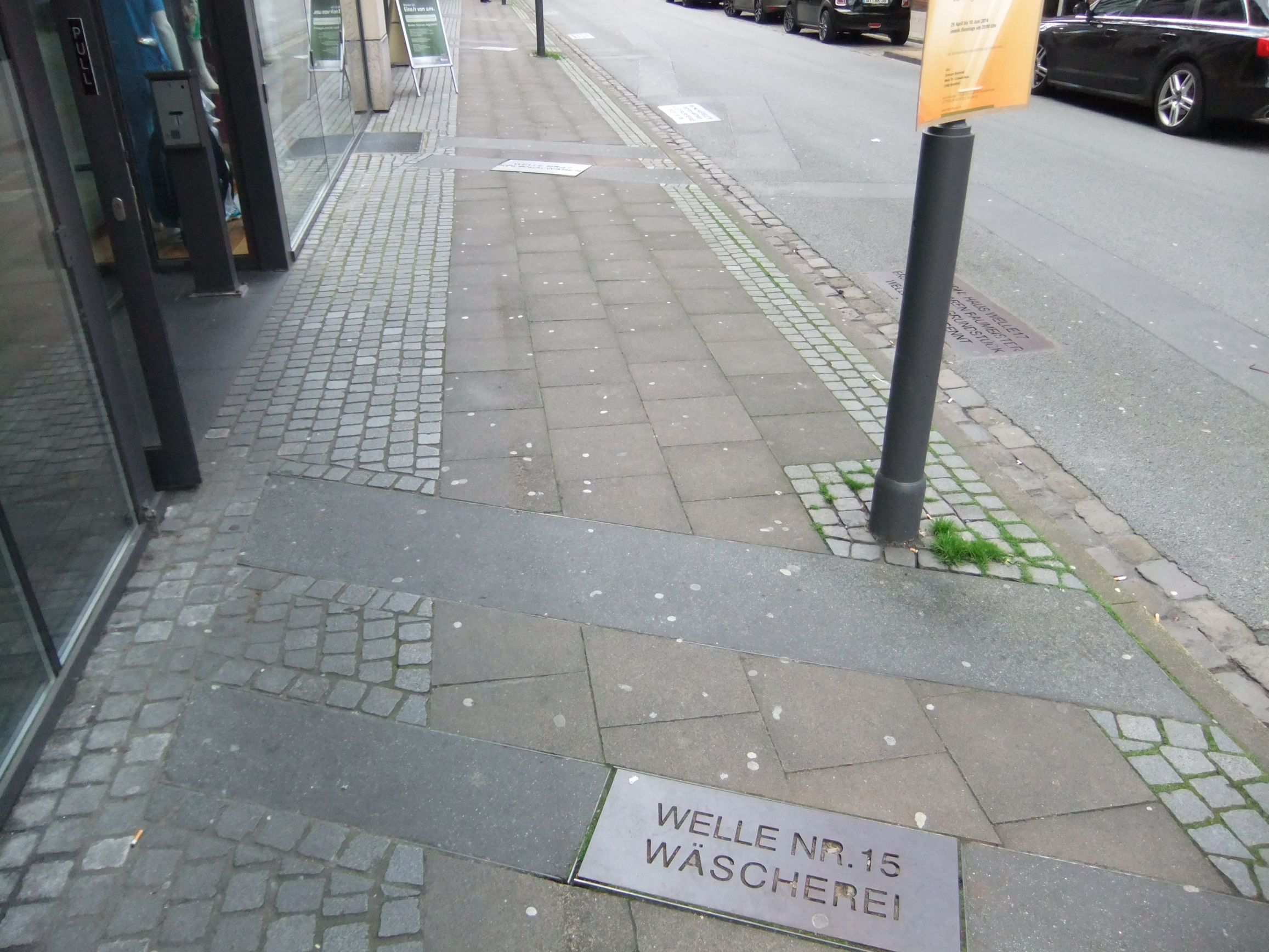
Markierungen im Straßenverlauf